# Bromuniola
Bromuniola és un gènere de plantes de la subfamília centotecòidia, família de les poàcies, ordre de les poals, subclasse de les commelínides, classe de les liliòpsides, divisió dels magnoliofitins.

## Taxonomia
- Bromuniola gossweileri Stapf i C.E. Hubb.